# 참돔
참돔은 도미과의 물고기이다.

## 특징
몸길이 1m, 무게 8 kg 정도이다. 수심 30-150m의 물 흐름이 좋고, 바닥이 암초나 자갈 또는 모래로 된 곳에 산다. 참돔이 살기에 알맞은 온도는 18-20 °C이며 15 °C 이하에서는 먹이를 잘 먹지 않지만, 어린 참돔은 6-7 °C에서도 잘 먹는다.

### 산란
4-6월 무렵 얕은 곳에서 산란하는데, 해질 무렵 암수가 서로 몸통을 누이고 방란, 방정을 한다. 산란이 끝나면 몸은 야위고 몸 빛깔이 약간 검게 되며, 고기 맛도 떨어진다.
알은 표층에 떠다니며 부화하는데, 부화 후 2주일이 지나면 해조류 숲에서 플랑크톤을 먹고 자라난다.

### 먹이
점차 새우·게 등이 많은 암초지대로 옮겨가 이것들을 잡아먹고 산다.수온이 14 °C 이하로 내려가는 늦가을에는 가까운 바다로 오며 이 때에는 먹이를 먹지 않는다. 그러나 수온이 올라가는 봄이 되면 어미 참돔은 게·새우·까나리·오징어를 비롯하여 성게·불가사리까지 먹어치운다. 수명은 20-30년으로, 물고기 중에서는 긴 편이다. 행운과 복을 불러오는 물고기라 일컫기도 한다.

## 음식
- 회
- 도미구이

## 사진

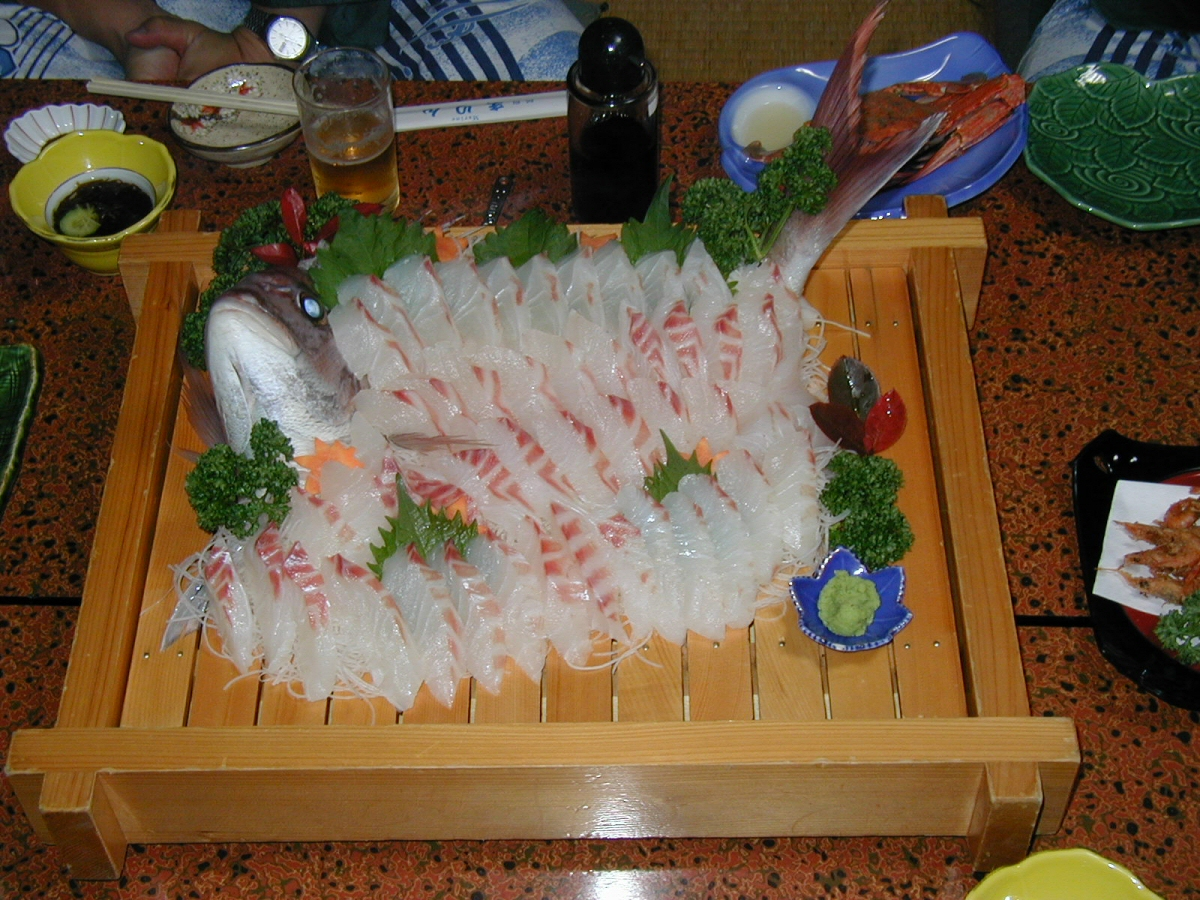
도미회

## 같이 보기
- 타이야키

## 참고 문헌
- 이 문서에는 다음커뮤니케이션(현 카카오)에서 GFDL 또는 CC-SA 라이선스로 배포한 글로벌 세계대백과사전의 내용을 기초로 작성된 글이 포함되어 있습니다.